# IC 4315
IC 4315 је спирална галаксија у сазвјежђу Хидра која се налази на листи објеката дубоког неба у Индекс каталогу.
Деклинација објекта је - 25° 28' 30" а ректасцензија 13h 40m 3,1s. Привидна величина (магнитуда) објекта IC 4315 износи 14,3 а фотографска магнитуда 15,0. Налази се на удаљености од 55,697 милиона парсека од Сунца. IC 4315 је још познат и под ознакама ESO 509-91, MCG -4-32-49, AM 1337-251, PGC 48346.